# Vennebroek (Paterswolde)
Vennebroek is een landgoed van 17 hectare ten noorden van Paterswolde, grenzend aan het landgoed Friesche Veen. Het landgoed bestaat uit graslanden en beuken- en eikenlanen. Bijzonder is dat hier zich bijna 200 soorten paddenstoelen bevinden waaronder de zeldzame avondroodstekelzwam, en een tamme kastanje van circa 350 jaar oud met een omtrek van 4,7 meter. Een grote beuk heeft een tak die zover doorbuigt dat hij de grond raakt en weer wortelschiet.
Er leeft op dit landgoed onder andere de roodborst, tjiftjaf, bonte vliegenvanger, groene specht, ijsvogel, bosuil en verscheidene soorten vleermuizen.

## Bewoners
In 1912 werd het landgoed gekocht door de Groninger koopman P.A. Camphuis, die een paar jaar eerder het landgoed Friesche Veen met het zich daar bevindende meertje had verworven. Sedertdien vormen Vennebroek en Friesche Veen een eenheid. Camphuis restaureerde het huis, zoals te zien is aan de gevelsteen naast de stoep. Hij bleef er echter niet lang wonen. Camphuis werd weduwnaar, hertrouwde in 1915 met Jantina Lourensia Lijphart en verhuisde kort daarna naar Den Haag.
Het huis bleef na het vertrek van P.A. Camphuis nog lang in de familie: De oudste zoon Feico Pieter Jan Camphuis (kolenhandelaar in Groningen en later locoburgemeester van Eelde) trouwde in 1919 met Petronella Adriana “Ella” Pierson (een kleindochter van Hendrik Pierson). Hun vier kinderen en een aantal van hun kleinkinderen zijn op Vennebroek geboren. Drie kinderen vertrokken kort na hun huwelijk naar elders, maar de oudste zoon Arnold bleef tot zijn vroege dood in 1982 de boerderij van Vennebroek beheren. Feico Camphuis stierf als gevangen verzetsstrijder op 19 april 1945, zijn vrouw bewoonde het huis tot haar dood op 19 februari 1994.
De wapens van Camphuis en Pierson zijn te vinden op de leeuwen die de toegang tot het huis bewaken en bovendien op de leeuwen van de zijpoort aan de Hoofdweg.
Omstreeks 1985 zijn het huis, het landgoed Vennebroek en het Friesche Veen overgedragen aan Natuurmonumenten. Na 1994 is het huis door anderen bewoond. Het is ook een bedrijfspand geweest. In 2014 werd het huis weer particulier eigendom en bewoond door het gezin Meurs-Steenhuis.

## Huis Vennebroek
Het is niet geheel juist dat het vierkante Huis Vennebroek in 1848 door jonkheer Hooft van Iddekinge is gebouwd. Onderzoek heeft aangetoond dat er eerder sprake was van een ingrijpende herbouw, waarbij het souterrain en een groot deel van de bel-etage behouden bleven. Overigens is er weinig bekend over het huis vóór die tijd. Volgens een advertentie in 1768 in de Opregte Groninger Courant waren er vier beneden- en twee bovenkamers, een keuken, een tuinmanswoning en paarden- en beestenstallen. Bij dit huis hoorden landerijen, veen, singels met zware eiken, grachten en vijvers.
Op het huis was van 1689 tot 1747 het recht van havezate gevestigd. In 1689 werd het recht van havezate verlegd van het Mepschehuis of Huis te Eelde naar Vennebroek in Paterswolde. In 1747 werd het recht weer verlegd naar het huis te Anloo, dat sindsdien Vennebroek heette. Voor het onderscheid sprak men van 1747 tot begin 19e eeuw in Paterswolde van Oud-Vennebroek. 
Het huidige huis Vennebroek bestaat ruwweg uit vier grote kamers op de bel-etage en vier grote kamers boven. Aan de zuidzijde is in 1936 een serre bijgebouwd, en in 1963 werd het dak van de serre als terras voor de bovenverdieping in gebruik genomen. Er is verder een souterrain onder het hele gebouw, waarin vanouds de vertrekken van het personeel en de keuken waren, en een U-vormige zolder.
Het huis is, samen met de tuin, omringd door een hoefijzervormige gracht.

## Raam
Aan de oostzijde van de gang op de benedenverdieping bevindt zich een gebrandschilderd raam met de wapens van alle bewoners sedert 1645. Leenders en Hulshoff zijn apart vermeld - ze hadden geen wapen. De naam Alting komt twee keer voor, in 1645 en in 1768 (let op het woordje UND 1768). Bovenaan het wapen van Drenthe, daaronder een afbeelding van het huis en het wapen van Camphuis.
Onderaan staat een tekst die is ontleend aan Horatius en vertaald kan worden als: Gelukkig is hij, die ver van zijn bedrijf zo'n landelijk huis bewoont, terwijl het water van de hellingen afstroomt, de vogels in het bos zingen en de bronnen ruisen van stromende beken. Er is op het terrein overigens geen sprake van hellingen en bronnen.

## Poorten

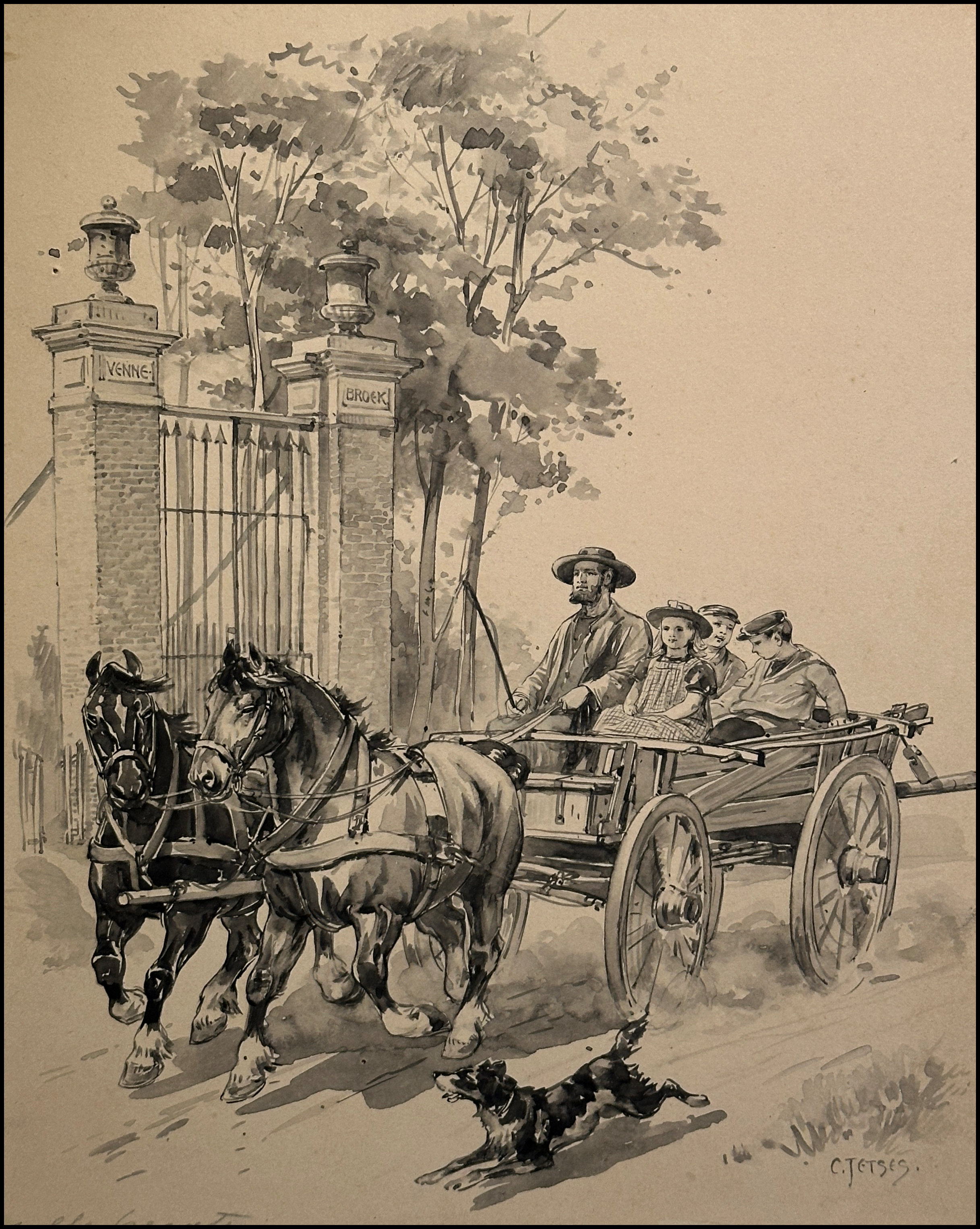
Poort van Vennebroek, door Cornelis Jetses

### Pottenpoort
De grote poort bij het begin van de oprijlaan werd in 1913 herbouwd, zoals blijkt uit een ingemetselde steen. In 1939 werd de bocht in de Hoofdweg rechtgetrokken en de poort 100 meter dichterbij gezet. Op de poort staan potten en daarom is de poort bekend als de Pottenpoort. Die potten zijn vermoedelijk kopieën van potten die aan Paleis Het Loo werden verkocht. Op de potten staan spelende kinderen afgebeeld en daarom werd in Paterswolde wel verteld dat baby's uit die potten werden gehaald. De poort is door Cornelis Jetses getekend en te vinden in het kinderboekje Dicht bij huis van Jan Ligthart en Hindericus Scheepstra, maar de poort is in werkelijkheid niet zo hoog als op de tekening.

### Leeuwenpoort
Toen de Pottenpoort nog op de oorspronkelijke plaats stond, was het een onnodige omweg om via die poort in zuidelijke richting te gaan. Er is daarom opzij ook een poort (nabij Hoofdweg 251), de Leeuwenpoort. Op een ingemetselde steen staan de namen van Camphuis en Lijphart en de datum 12 mei 1915, de huwelijksdatum van Pieter Arnold Camphuis en Jantina Lourensia Lijphart. Uit de steen wordt vaak geconcludeerd dat de leeuwen op de poort de wapens van Camphuis en Lijphart dragen, maar ten onrechte. Het zijn de wapens van Camphuis en Pierson. Deze leeuwen dateren dus uit 1919 of later.

## Rijksmonument
Diverse onderdelen van het landgoed Vennebroek zijn erkend als rijksmonument. De erkenning betreft het huis zelf, het koetshuis, een schuur, de parkaanleg, een tuinsieraad, de Leeuwenpoort en de Pottenpoort.

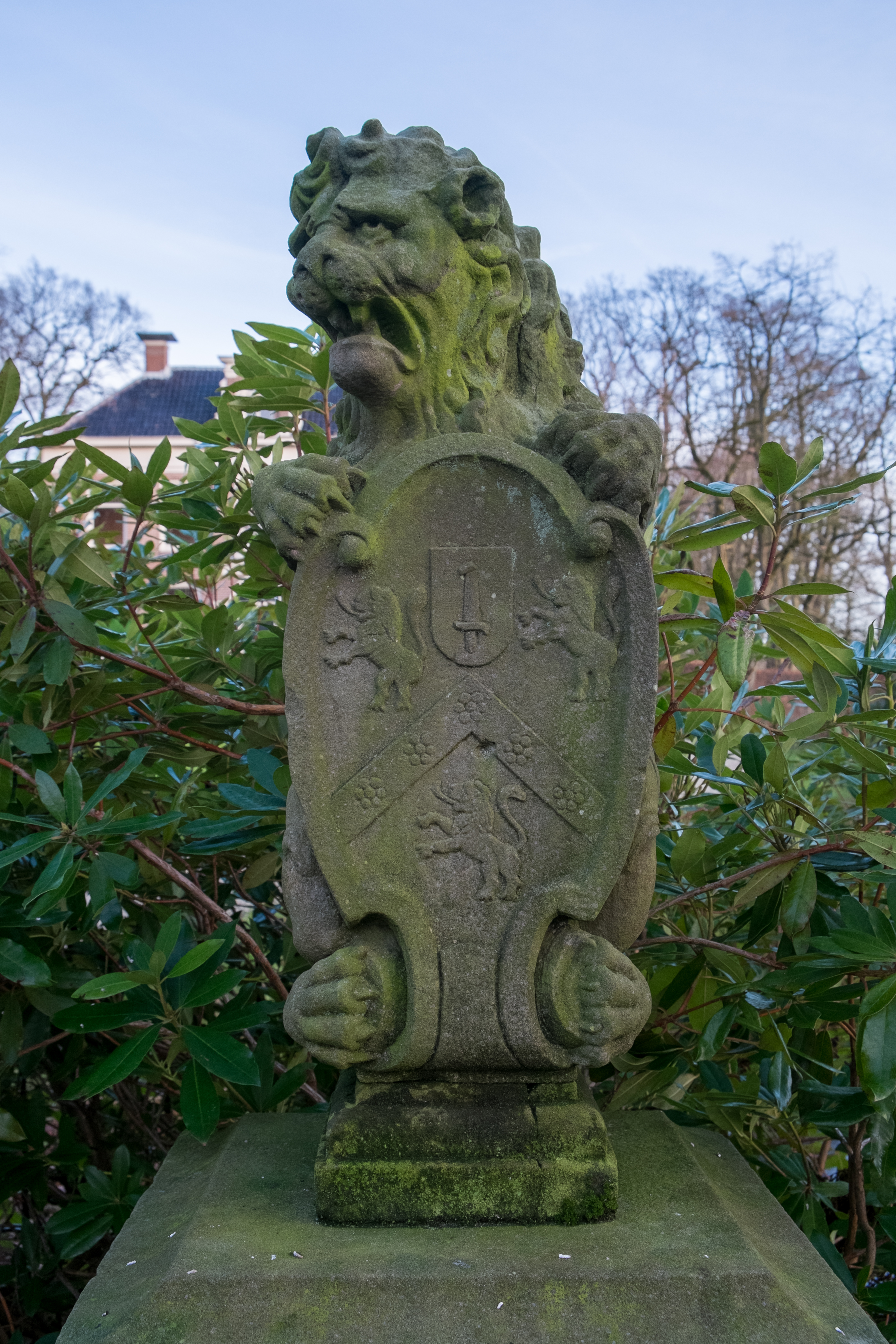
Leeuw bij de tuin van Vennebroek met het wapen van Pierson (1919 of later)
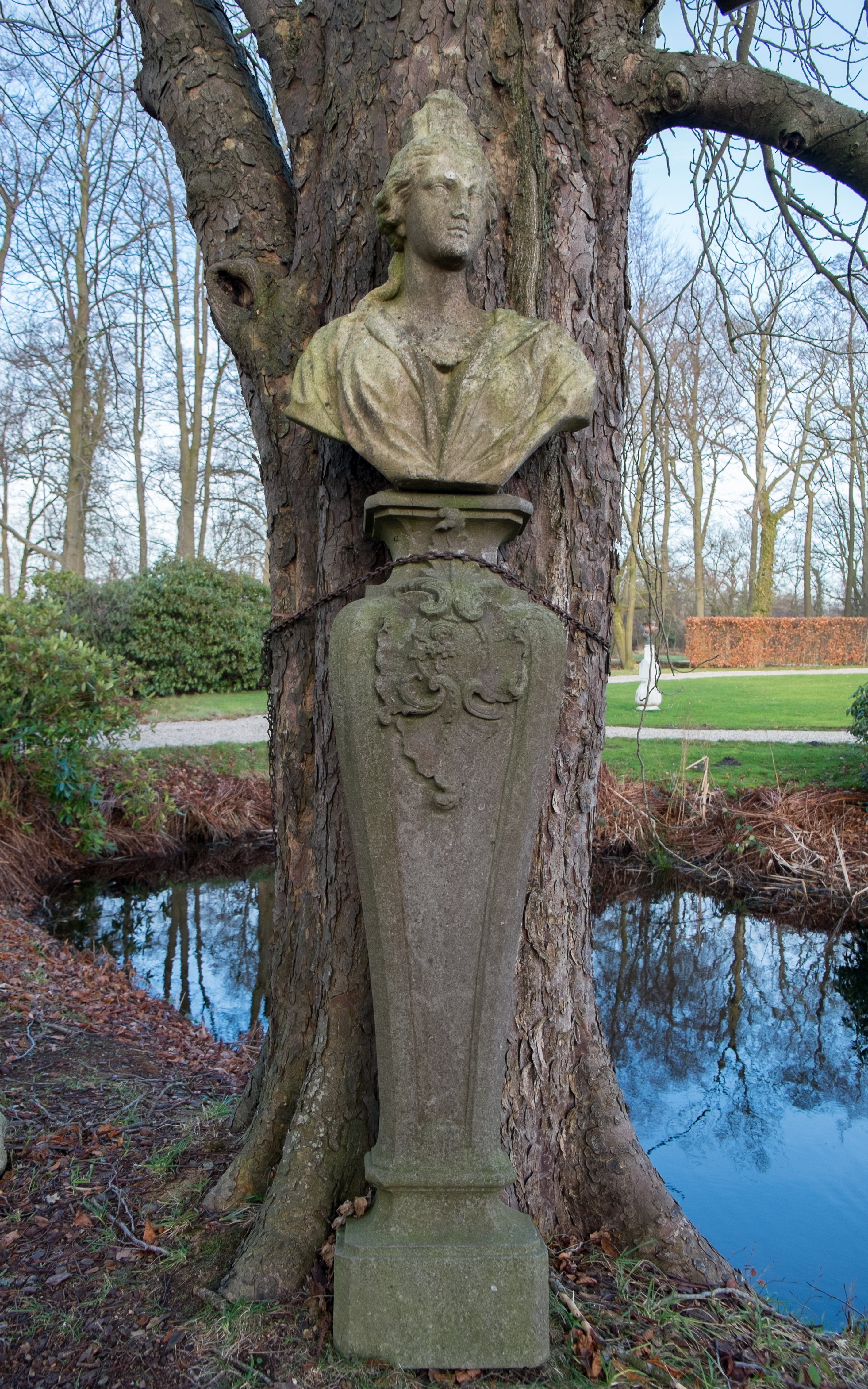
Witmarmeren stedenmaagd nabij Vennebroek (18e eeuw), niet meer aanwezig
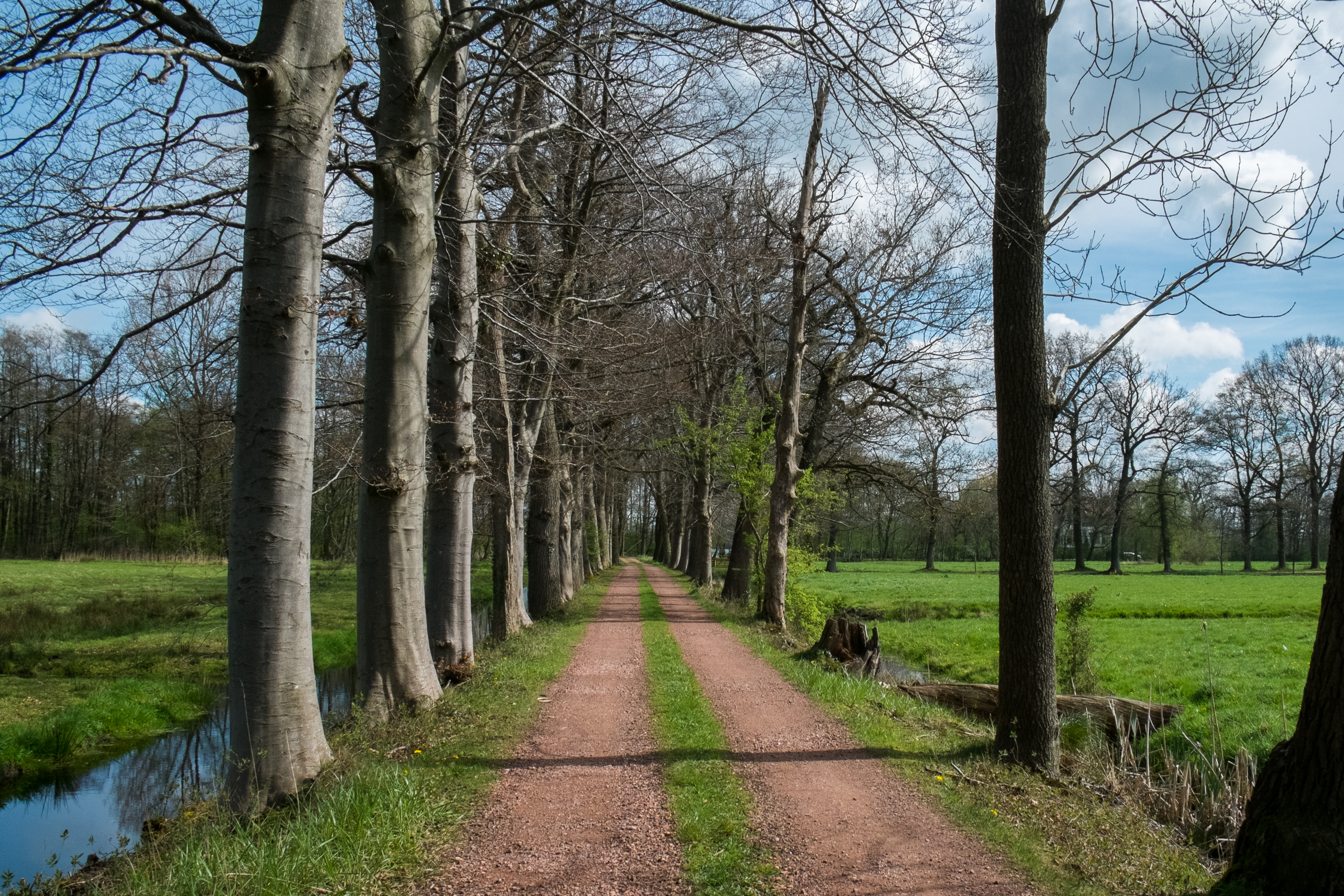
De Frieselaan ten noorden van het huis, toegangsweg tot Friesche Veen